# Blauvelt
Blauvelt är en så kallad census-designated place i Rockland County i delstaten New York. Vid 2010 års folkräkning hade Blauvelt 5 689 invånare.